# Avi Kaplan
Avriel Benjamin Kaplan, detto Avi (Visalia, 17 aprile 1989), è un cantante statunitense conosciuto principalmente per essere stato un membro del gruppo a cappella Pentatonix.
Canta come basso. Nel maggio 2017, Kaplan ha annunciato il suo abbandono dai Pentatonix nel bel mezzo del loro world tour cominciato il 2 aprile 2016.
Nel 2017, Kaplan ha rilasciato il suo progetto di musica folk da solista, Avriel & the Sequoias, nel quale suona anche la chitarra. Il suo EP di debutto, Sage and Stone, è uscito il 9 giugno 2017; la prima canzone, Fields and Pier, è uscita in anteprima il 29 aprile. Ha vinto, come membro dei Pentatonix, tre Grammy Award.

## Biografia
Avriel Benjamin Kaplan nasce e cresce a Visalia (California). Ha un fratello e una sorella, la quale attualmente è la tour manager dei Pentatonix.
È ebreo, motivo per il quale è stato bullizzato ripetutamente da bambino.
Amante della musica folk, il Parco Nazionale di Sequoia, dove spesso si rifugiava, è diventato una fonte di ispirazione per la musica. Considera come ispirazione musicale iniziale Simon & Garfunkel, John Denver, Crosby, Stills, Nash & Young, e Bill Withers. Le ispirazioni successive includono Iron & Wine, Bon Iver, Ben Harper, e José González.

### Carriera
Prima di unirsi ai Pentatonix, Kaplan era già un artista a cappella formato, esibendosi nell'opera e jazz.
È entrato nei Pentatonix nel 2011, quando i membri già presenti Kirstin Maldonado, Mitch Grassi e Scott Hoying stavano cercando un cantante basso e un beatboxer. Il gruppo si è conosciuto il giorno prima delle audizioni per la terza stagione di The Sing-Off, concorso televisivo musicale tra gruppi a cappella. Il gruppo ha passato le audizioni e vinse il titolo per la stagione del 2011 (terza). Oltre che partecipare come basso, Kaplan ha spesso cantato anche parti principali.
Come membro dei Pentatonix, Kaplan ha vinto tre Grammy awards. L'8 febbraio 2015, i Pentatonix hanno vinto un Grammy per la categoria "Miglior arrangiamento musicale" per la loro canzone "Daft Punk". Il 15 febbraio 2016, hanno vinto un altro Grammy nella stessa categoria, questa volta per la canzone “Dance of the Sugar Plum Fairy” dal loro album “That’s Christmas to Me”. Il 12 febbraio 2017, i Pentatonix hanno vinto un ulteriore Grammy per la categoria "Miglior performance country di un duo o gruppo" grazie a "Jolene", con la partecipazione di Dolly Parton.
Il 29 aprile 2017, Kaplan ha debuttato con Fields and Pier, la sua prima canzone solistica, sotto il nome di "Avriel & the Sequoias". Il suo EP di debutto, Sage and Stone, è stato pubblicato il 9 giugno 2017. Nel Maggio 2017, Kaplan ha annunciato che avrebbe lasciato i Pentatonix alla fine del loro tour imminente. Non canta più come membro basso ma si focalizza solamente sulla sua carriera.

## Estensione vocale
Kaplan rientra sicuramente nella categoria vocale di basso, infatti tocca agilmente note come il Re grave o Do grave, ma la sua estensione vocale è molto più ampia; infatti la nota più grave che raggiunge è un Sol. Grazie poi ad un'ottima padronanza del vocal fry è in grado di raggiungere anche un Re ultra grave (un'ottava sotto il Re grave); la nota in falsetto più alta che tocca è un Do# 5.
Grazie alle sue qualità vocali, nei Pentatonix gli venivano spesso affidate parti solistiche.

## Discografia

### Solista
Album
- Floating on a Dream (2022)

EP
- Sage and Stone (2017; pubblicato come Avriel & the Sequoias)
- I'll Get By (2020)

Singoli
- "Change on the Rise" (2019)
- "Otherside" (2019)
- "The Summit" (2019)
- "Aberdeen" (2019)
- "Get Down" (2019)
- "I'll Get By" (2019)
- "It Knows Me" (2020)
- "Sweet Adeline Pt.2" (2020)
- "Born in California" (2020)

### Come ospite
- Home Free - "Ring of Fire"[11]
- Peter Hollens - "Black Is the Color of My True Love's Hair"